# Рибалочка сулайський
Рибалочка сулайський (Ceyx wallacii) — вид сиворакшоподібних птахів родини рибалочкових (Alcedinidae). Ендемік Індонезії. Вид названий на честь британського натураліста Альфреда Рассела Воллеса. Раніше він входив до комплексу видів новогвінейського рибалочки-крихітки, однак був визнаний окремим видом.

## Поширення і екологія
Сулайські рибалочки є ендеміками островів Сула в архіпелазі Молуккських островів. Вони живуть в підліску вологих тропічних лісів, в густих вторинних заростях і на плантаціях. Зустрічаються на висоті до 1300 м над рівнем моря.

## Збереження
МСОП класифікує стан збереження цього виду як близький до загрозливого. За оцінками дослідників, популяція сулайських рибалочок становить від 2500 до 10000 дорослих птахів. Їм загрожує знищення природного середовища.